# Michel Petrucciani
Michel Petrucciani (Orange, Francia, 28 de diciembre de 1962 - Nueva York, Estados Unidos, 6 de enero de 1999) fue un pianista y compositor de jazz francés. Dotado de una extraordinaria técnica, su estilo fluctuaba entre una atmósfera intimista y romántica, propia de la escuela de Bill Evans, del que era un ferviente admirador, y otra con un gran uso del ritmo que combinaba la sutileza del lirismo y la potencia de un ataque percusivo.
Vivió aquejado de una grave enfermedad ósea llamada osteogénesis imperfecta, por lo que apenas llegaba al metro de altura. Sin embargo, esto no fue obstáculo para que se dedicara desde la infancia de manera casi exclusiva al estudio del piano, lo que le permitió convertirse en uno de los pianistas de jazz de mayor renombre de todos los tiempos.

## Carrera
Proveniente de una familia de músicos de origen italo-francés (su abuelo era de Nápoles), estudió piano clásico desde niño, y a los 12 años actúa por primera vez, acompañado por su padre Tony en la guitarra, quien era su profesor de piano, y su hermano Louis en el contrabajo. Debido a su enfermedad degenerativa, al comienzo de su carrera su padre y hermanos ocasionalmente tenían que cargarlo en brazos, puesto que no lograba caminar por sí solo. Sin embargo su enfermedad también le generó ciertas ventajas para su carrera, según él, ya que su impedimento físico le impedía distraerse en deportes, y otras actividades propias de la juventud.
Aunque estudió piano clásico, su gran ídolo musical fue siempre Duke Ellington, quien fue su inspiración para dedicarse finalmente al piano de jazz. De adulto, sus manos alcanzaron un tamaño promedio, sin embargo para alcanzar los pedales tenía que utilizar artefactos especiales hechos para él. 
Su enorme talento le hace destacar desde muy joven y a los 17 años graba su primer disco. El año siguiente inicia con un trío de excepción con Jean-François Jenny-Clark y Aldo Romano, una serie de espléndidas grabaciones para el sello francés OWL. En 1982 se traslada a California y se convierte en el pianista del grupo del saxofonista Charles Lloyd, cuando éste regresa a la escena después de un prolongado retiro, gracias a la insistencia del mismo Petrucciani. Aunque sigue grabando en Francia, sus estancias en Nueva York propician sus primeros discos estadounidenses, hasta que en 1985 inicia su período en el sello "Blue Note" con "Pianism", una grabación en trío con Palle Danielson y Elliot Zigmund. El 22 de febrero de 1985, Lloyd entró en el escenario en el Town Hall de Nueva York con Petrucciani en sus brazos, y lo sentó en el taburete del piano, para lo que sería una noche histórica en la historia del jazz: el rodaje de Una Noche con Blue Note. El director de la película, John Charles Jopson, recordaría más tarde en las notas de la reedición, que la escena lo conmovió hasta las lágrimas. El año siguiente actúa en Montreux en trío con Wayne Shorter y Jim Hall, encuentro que se publica bajo el título de "Power of Three", uno de sus grandes discos. También incursionó en trabajos como  "Music", "Playground", los que lo acercaron a las fórmulas de la fusión eléctrica. Su último disco para Blue Note es un solo en homenaje a Duke Ellington, uno de sus compositores favoritos, y una clara influencia a lo largo de toda su carrera. En Estados Unidos también tocó con diversas figuras de la escena del jazz local, incluyendo al legendario Dizzy Gillespie y al saxofonista Lee Konitz, entre otros. 
En 1994 vuelve a grabar para una compañía francesa, Dreyfus, con "Marvellous", en trío con el soberbio apoyo de Dave Holland y Tony Williams y el sorprendente añadido de un cuarteto de cuerda. Su absorbente personalidad le hacía preferir las formaciones reducidas, y en sus últimos años una de las más fructíferas fue su insólito y excepcional encuentro a dúo con el organista Eddy Louiss, plasmado en los dos volúmenes de "Conference de Presse". Su mayor virtud como pianista de jazz fue sin duda el solo, del que era un verdadero maestro. El doble CD recogido en sus actuaciones en París "Au Teathre Des Champs-Elysees" es probablemente la cima de su carrera discográfica. En 1997 da un nuevo giro formando un grupo más amplio, un sexteto en el que se integran dos jóvenes revelaciones italianas de la corriente neo-bop: Stefano Di Battista y Flavio Boltro, con el que graba "Both Worlds".
Se casó con la pianista clásica italiana Gilda Buttà (1959-) pero se separaron a los tres meses.
Tuvo varias parejas. Con la canadiense Marie-Laure Roperch, que ya tenía un hijo llamado Rachid Roperch a quien Petrucciani consideraba su hijastro, tuvo un hijo de nombre Alexandre que heredó la enfermedad de Petrucciani.
Falleció el 6 de enero de 1999, a los 36 años, a causa de una afección pulmonar producto de su enfermedad ósea, dejando un vacío en el jazz europeo, y en el francés en particular. Reposa en el cementerio del Père Lachaise (en París) junto a la tumba de Chopin. Desde julio del 2003, existe en París una plaza Michel Petrucciani.

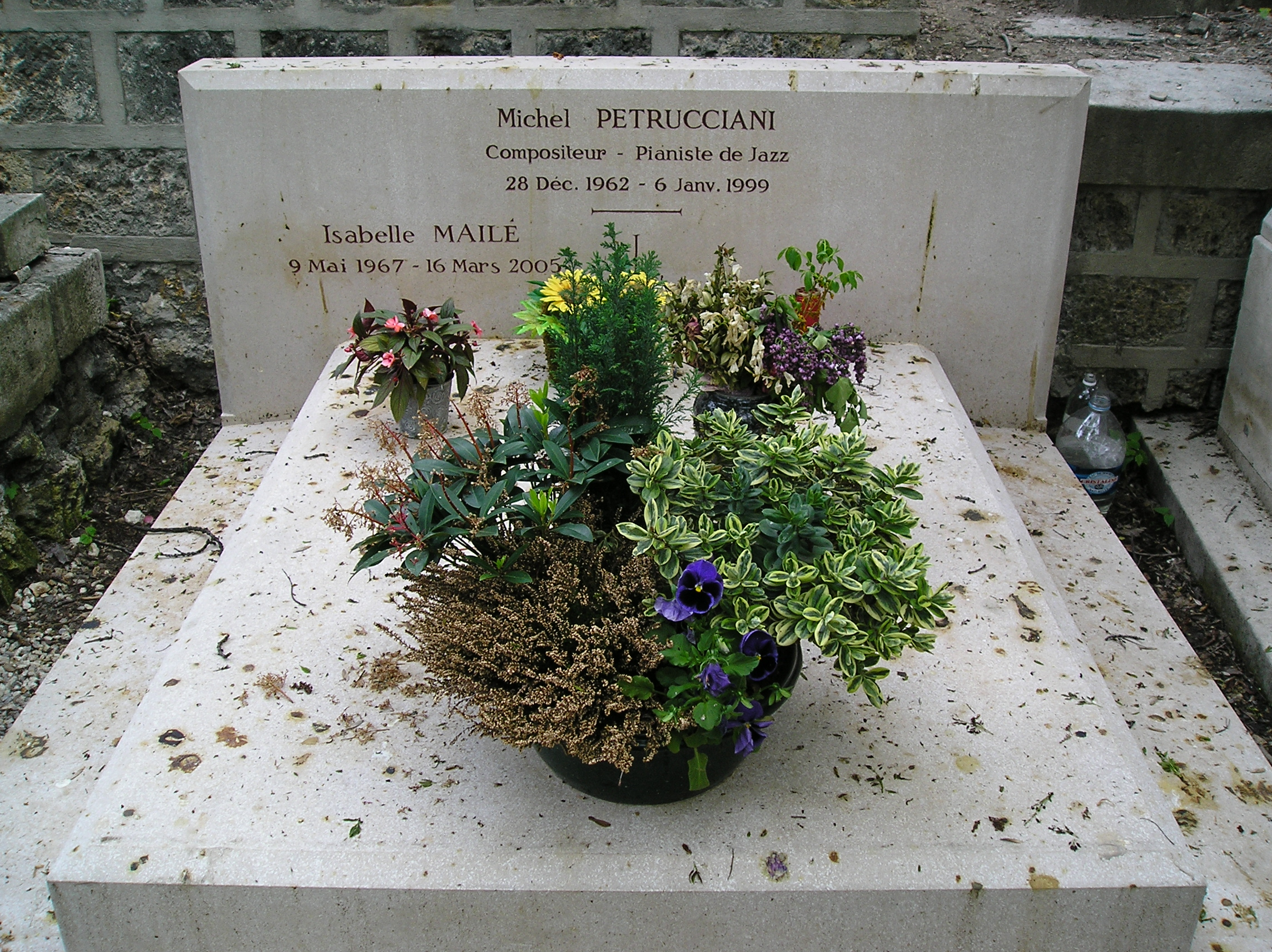
Tumba de Petrucciani

## Estilo
La manera de tocar de Petrucciani se caracterizaba por el potente ritmo, el color que imprimía al piano, y una excepcional independencia polirrítmica de las manos. Dado su gusto por el ritmo, le gustaban mucho la música brasileña y el jazz influido por ella, que siempre estuvieron presentes en sus discos.

## Discografía

### Discos de estudio
- Flash (1980)

1. Flash
2. In your own sweet way
3. English blues
4. Here's that rainy day
5. Giant steps
6. Ballade
7. Vaucluse blues

- Michel Petrucciani (1981)

1. Hommage à Enelram Atsenig
2. Days of wine and roses
3. Christmas dreams
4. Juste un moment
5. Gattito
6. Cherokee

- Estate (1982)

1. Pasolini
2. Very early
3. Estate
4. Maybe yes
5. I just say hello
6. Tone poem
7. Samba des prophètes

- Toot sweet (1982)

1. I hear a rhapsody
2. To Erlinda
3. Round about midnight
4. Lover man
5. Ode
6. Lovelee

- Oracle’s destiny (1982)

1. Oracle’s destiny
2. Big sur-big on
3. Amalgame
4. It's what I am doing when I miss you
5. Mike Pee

- 100 hearts (1983)

1. Turn around
2. Three forgotten magic words
3. Silence
4. St
5. Pot pourri
6. 100 hearts

- Note’n notes (solo, 1984)

1. The round boy's dance
2. Prelude to a kiss
3. Eugenia
4. My funny Valentine

- Darn that dream (1985)

1. Just friends
2. You don't know what love is
3. Corcovado
4. Lover man
5. Darn that dream
6. Straight no chaser

- Cold blues (1985)

1. Beautiful but why
2. Autumn leaves
3. Something like this
4. There will never be another you
5. I just say hello
6. Cold blues

- Pianism (1985)

1. The prayer
2. Our tune
3. Face's face
4. Night and day
5. Here's that rainy day
6. Regina

- Michel plays Petrucciani (1987)

1. She did it again
2. One for us
3. Sahara
4. 13th
5. Mr K.
6. One night at Ken and Jessica's
7. It's a dance
8. La Champagne
9. Brazillian suite

- Music (1989)

1. Looking up
2. Memories of Paris
3. My bebop tune
4. Brazilian suite no. 1
5. Bite
6. Lullaby
7. O nana oye
8. Play me
9. Happy birthday mr
10. Thinking of Wayne

- Date with time (solo) (1991, grabado en 1981

1. Santa Barbara
2. Afro blues
3. Round about midnight
4. Memphis green
5. Mike Pee
6. Bumpin' on the sunset

- Playground (1991)

1. September second
2. Home
3. P'tit Louis
4. Miles davis' licks
5. Rachid
6. Brazilian suite #3
7. Play school
8. Contradictions
9. Laws of physics
10. Piango, pay the man
11. Like that

- Promenade with Duke (solo) (1993)

1. Caravan
2. Lush life
3. Take the A train
4. African flower
5. In a sentimental mood
6. Hidden joy
7. One night in the hotel
8. Satin doll
9. C-jam blues

- Marvellous (1994)

1. Manhattan
2. Charlie brown
3. Even mice dance
4. Why
5. Hidden joy
6. Shooting stars
7. You are my waltz
8. Dumb breaks
9. 92's last
10. Bésame mucho

- Flamingo (1995, con Stéphane Grappelli, publicado en 1996)

1. These foolish things
2. Little peace in C for U
3. Flamingo
4. Sweet Georgia Brown
5. I can't get started
6. I got rhythm
7. I love New York in june
8. Misty
9. I remember April
10. Lover man
11. There will never be another you
12. Valse du passé
13. Pennies from Heaven
14. Blues
15. Night and day

- Both worlds (1997)

1. 35 seconds of music and more
2. Brazilian like
3. Training
4. Colors
5. Petite Louise
6. Chloé meets Gershwin
7. Chimes
8. Guadeloupe
9. On top of the roof

- Conversation with Michel (2000, con Bob Malach, grabado entre 1988 y 1989)

1. My bebop tune, prise 1
2. My bepop tune, prise 2
3. My bepop tune, prise 3
4. Conversation with Michel, 1ère partie
5. For all time's sake
6. Contradictions
7. Theme for Ernie
8. You must believe in spring
9. Conversation with Michel, 2ème partie
10. My bepop tune, prise 4

### Discos en directo
- Live at the Village Vanguard (1984)

1. Nardis
2. Oleo
3. Big sur, big on
4. To Erlinda
5. Say it again and again
6. Trouble
7. Three forgotten magic words
8. Round about midnight

- Power of three (1986)

1. Limbo
2. Careful
3. Morning blues
4. Waltz new
5. Beautiful love
6. In a sentimental mood
7. Bimini

- Live (1994, grabado en 1991)

1. Black magic
2. Miles Davis licks
3. Contradictions
4. Bite
5. Rachid
6. Looking up
7. Thank you note
8. Estate

- Conférence de presse (con Eddy Louiss) (1994)

1. Les grelots
2. Jean-Philippe Herbien
3. All the things you are
4. I wrote you a song
5. So what
6. These foolish things
7. Amesha
8. Simply bop

- Conférence de presse, vol. 2 (1995, con Eddy Louiss, grabado en 1994)

1. [Autumn leaves] http://en.wikipedia.org/wiki/Autumn_Leaves_(song)
2. Hub art
3. Caravan
4. Naissance
5. Rachid
6. Caraïbes
7. Au p'tit jour
8. Summertime

- Au théâtre des Champs-Elysées (1995, grabado en 1994)
  - CD 1
    1. Medley of my favourite songs
    2. Night sun in Blois
    3. Radio dial - These foolish things

  - CD 2
    1. I mean you - Round about midnight
    2. Even nice dance - Caravan
    3. Love letter
    4. Bésame mucho

- Solo live (1998, grabado en 1997)

1. Looking up
2. Bésame mucho
3. Rachid
4. Chloé meets Gershwin
5. Home
6. Brazilian like
7. Little piece in C for U
8. Romantic but not blue
9. Trilogy in Blois
10. Caravan
11. She did it again - Take the A train

- Concerts inédits (1999, grabado entre 1993 y 1994)
  - CD 1 (en solo)
    1. [Autumn leaves]http://en.wikipedia.org/wiki/Autumn_Leaves_(song)
    2. In a sentimental mood
    3. Take the A train
    4. Bésame mucho
    5. Hidden joy
    6. Caravan
    7. Around midnight

  - CD 2 (dúos)
    1. All the things you are
    2. I can't get started
    3. Oleo
    4. All blues
    5. Beautiful love
    6. Someday my prince will come
    7. Billie's bounce
    8. Blues in the closet
    9. My funny Valentine

  - CD 3 (trios)
    1. Manhattan
    2. Charlie Brown
    3. On Green Dolphin Street
    4. Les grelots
    5. All the things you are
    6. Why?
    7. Tutu
    8. Dumb breaks

- Trio in Tokyo (1999, grabado en 1997)

1. Training
2. September second
3. Home
4. Little peace in C for U
5. Love letter
6. Cantabile
7. Colors
8. So what
9. Take The `A' Train -Bonus-

- Conversation (con su padre, el guitarrista de jazz Tony Petrucciani; 2001, grabado en 1992)

1. Summertime
2. Sometime ago
3. All the things you are
4. My funny Valentine
5. Nuages
6. Nardis
7. Michel's blues
8. Someday my prince will come
9. Billie's bounce
10. Satin doll

- Dreyfus night (2003, grabado en 1994)

1. Tutu
2. The king is gone
3. Looking up

- Piano solo - The complete live in Germany (2007, grabado en 1997)
  - CD 1
    1. Colors
    2. Training
    3. Hidden joy
    4. Les grelots
    5. Guadeloupe
    6. Love letter
    7. Little peace in C for U
    8. Michel Petrucciani speech
    9. J'aurais tellement voulu
    10. Rachid
    11. Chloé meets Gershwin
    12. Home
    13. Brazilian like

  - CD 2
    1. Romantic but not blue
    2. Trilogy in Blois (Morning Sun in Blois / Noon Sun in Blois / Night Sun in Blois)
    3. Caravan
    4. Looking up
    5. Bésame mucho
    6. She did it again
    7. Take the A train

### DVD
- Power Of Three (20th Montreux Jazz Festival: Live 1986)

Michel Petrucciani (p), Jim Hall (g), Wayne Shorter (ss 6, ts 5&7)
1. Beautiful Love
2. In A Sentimental Mood
3. Careful
4. Waltz New
5. Limbo
6. Morning Blues
7. Bimini

- Non Stop Travels With Michel Petrucciani / The Michel Petrucciani Trio in Concert

1. Non Stop Travels With Michel Petrucciani: Documental: Bimini / Brazilian Suite / You Are My Waltz / Waltz New / She Did it Again / Take The A Train / Caravan / Piango, Pay The Man / My bebop tune / Charlie Brown / Flamingo / Little Peace in C for U / Lullaby / Looking Up
2. Michel Petrucciani Trio - Live In Concert -Stuttgart-: Michel Petrucciani (p), Anthony Jackson (b), Steve Gadd (d): Little Peace in C for U / Brazilian Like / Chloe Meets Gershwin / September Second / So What / Guadaloupe / Take the A Train / Cantabile

### Algunos discos en los que ha participado
- The Manhattan project (1989)
- Louis Petrucciani (su hermano, contrabajista): The librarian (1990)
- Rachelle Ferrel: Somethin’ else (1990)
- Michel Grailler: Dream drops (1991, grabado en 1981)
- Joe Lovano: From the soul (1992, grabado a finales de 1991)
- Charles Lloyd: A night in Copenhague (1996, grabado en 1983)
- Steve Grossman & Michel Petrucciani: Quartet (1999, grabado en 1998)
- Philippe Petrucciani (su hermano, guitarrista de jazz): The First (1991)
- Marcus Miller (b), Michel Petrucciani (p), Kenny Garrett (s), Biréli Lagréne (g), Lenny White (d): Dreyfus Night In Paris (7 de julio de 1994)
- Patrick Rondat: On the edge (1999)